# عفيف بن معد يكرب
عفيف بن معديكرب صحابي من سكان حضرموت، واسمه شرحبيل، وعفيف لقبه، وإنما لقب به لتحريمه الخمر والزنا والقمار على نفسه في الجاهلية. وهو عم الصحابي الأشعث بن قيس.

## نسبه
شرحبيل بن معديكرب بن معاوية بن جبلة بن عدي بن ربيعة بن معاوية الأكرمين بن الحارث الأصغر بن معاوية بن الحارث الأكبر بن معاوية بن ثور بن مرتع بن معاوية بن كندة.

## روايته للحديث
حدثنا عبد الوارث بن سفيان قال: حدثنا قاسم بن أصبغ قال: حدثنا أحمد بن زهير بن حرب قال: حدثني أبي قال: حدثنا يعقوب بن إبراهيم بن سعد قال: حدثنا أبي عن محمد بن إسحاق قال: حدثنا يحيى بن أبي الأشعث قال: حدثنا إسماعيل بن إلياس بن عفيف الكندي، عن أبيه، عن جده عفيف الكندي قال:
كنت امرأً تاجرًا، فقدمت الحج، فأتيت العباس بن عبد المطلب، فوالله إني لعنده يوما، إذ خرج رجل من خباء قريب منه، فنظر إلى السماء، فلما رأى الشمس زالت.. قام يصلي، ثم خرجت امرأة من ذلك الخباء الذي خرج منه ذلك الرجل، فقامت خلفه تصلي، فقلت للعباس: من هذا يا أبا الفضل؟ قال: هذا محمد بن عبد الله بن عبد المطلب ابن أخي، فقلت من هذه المرأة؟ قال: خديجة بنت خويلد زوجته، ثم خرج غلام حين راهق الحلم من ذلك الخباء، فقام يصلي معه، فقلت: ومن هذا الفتى؟ قال: ابن أبي طالب ابن عمه، قلت: فما هذا الذي يصنع؟ قال: يصلي، ويزعم أنه نبي، ولم يتبعه على أمره إلا امرأته وابن عمه هذا الفتى، وهو يزعم أنه ستفتح عليه كنوز كسرى وقيصر.
قال: وكان عفيف يقول وقد أسلم بعد ذلك وحسن إسلامه، لو كان الله رزقني الإسلام يومئذ كنت ثانيا مع علي بن أبي طالب.